# Tomi Nybäck
Tomi Nybäck (* 3. April 1985 in Järvenpää) ist ein finnischer Schachspieler. Im Jahre 2001 wurde er Internationaler Meister. Seit 2003 ist er Großmeister.

## Erfolge
Im April 2002 gewann er ein First Saturday GM-Turnier in Budapest. Beim Stork Young Masters im August 2002 in Hengelo teilte er sich den ersten Platz mit Jan Smeets und erreichte eine Elo-Leistung von 2721. Im Oktober 2002 wurde er Dritter bei der U18-Europameisterschaft in Peñíscola. Im Juli 2003 gewann er das Heart of Finland-Turnier in Jyväskylä. Auch bei der Jugendweltmeisterschaft U18 im Oktober/November 2003 in Chalkidiki erreichte er den dritten Platz. Die finnische Einzelmeisterschaft gewann er 2008 in Mänttä mit 9 Punkten aus 9 Partien. Er führt die finnische Elo-Rangliste seit mehreren Jahren an.

## Nationalmannschaft
Für Finnland spielte er auf sieben Schacholympiaden (2002, 2004, 2006, 2008, 2010, 2012 und 2014) mit einem Gesamtergebnis von 38,5 Punkten aus 63 Partien (+26 =25 −13; 58,3 %). Er nahm an sechs Mannschaftseuropameisterschaften (2003, 2005, 2007, 2009, 2011 und 2013) mit einem Gesamtergebnis von +19 =22 −6 (63,8 %) teil, wobei er bei der Europameisterschaft 2005 in Göteborg für sein Ergebnis von 5,5 aus 8 am ersten Brett eine individuelle Bronzemedaille erhielt und bei der EM 2009 in Novi Sad eine Silbermedaille für 6,5 aus 9 am Spitzenbrett.

## Vereinsschach

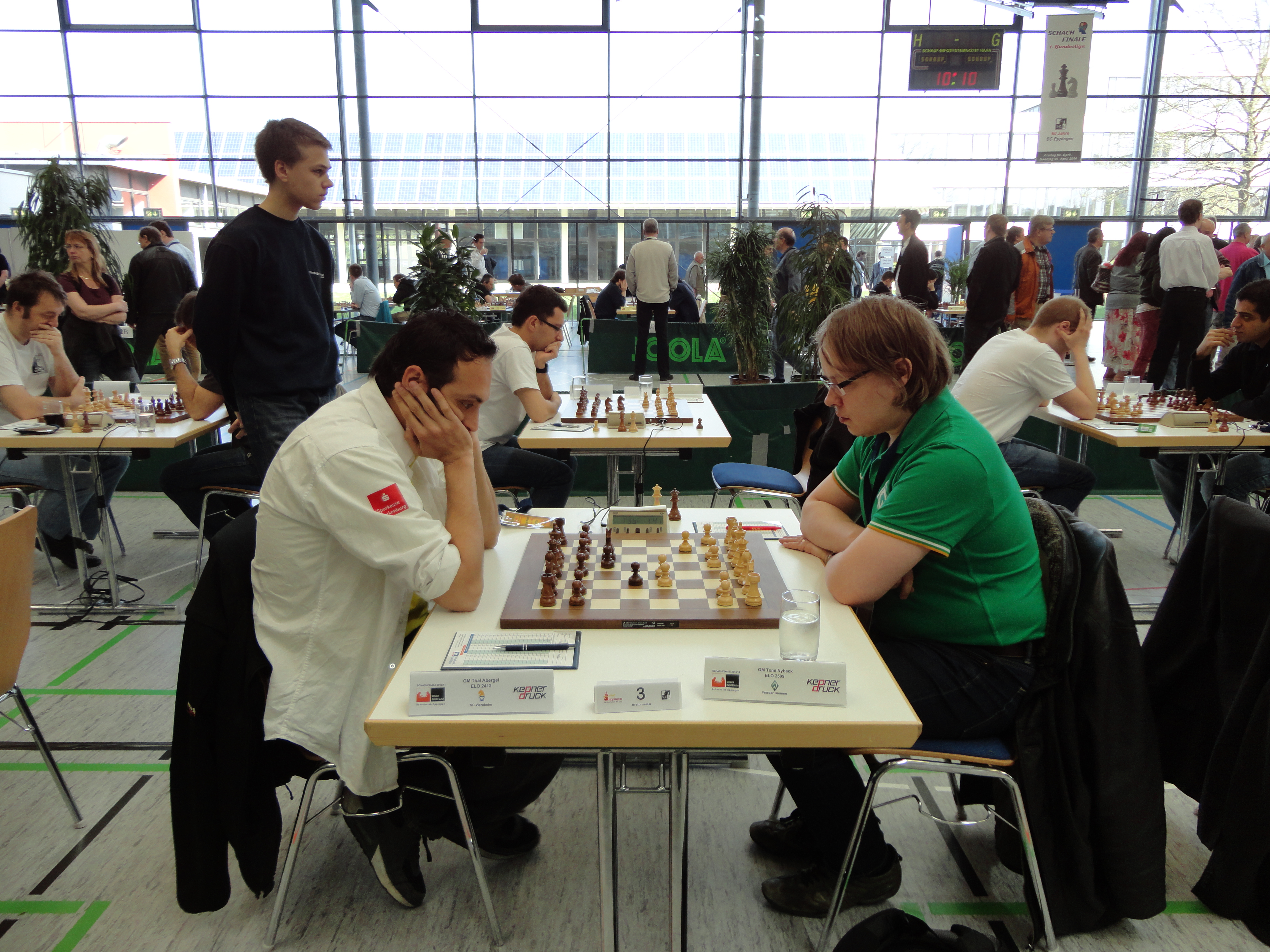
Thal Abergel und Tomi Nybäck, Finale der Schachbundesliga 2014 in Eppingen

Nybäck spielt in der finnischen 1. Liga, der SM-Liiga, für Aatos Helsinki. Auch an der britischen 4NCL (für die Slough Sharks), der belgischen Nationale Interclubs (für die Schachfreunde Wirtzfeld) und der isländischen Mannschaftsmeisterschaft (für Taflfélag Vestmannaeyja) hat er schon teilgenommen. In Schweden spielte er für den SK Sollentuna, mit dem er 2001/02 und 2002/03 die Mannschaftsmeisterschaft gewann, in Frankreich spielt er für den Club de L’Echiquier Chalonnais.
In Deutschland spielte er in der Saison 2003/04 in der Oberliga Nord für den SK Jever. Seit 2004 spielt er in der 1. Bundesliga für den Werder Bremen, mit dem er in der Saison 2004/05 deutscher Mannschaftsmeister wurde.
Mit Werder Bremen nahm er von 2005 bis 2010 an fünf Europameisterschaften der Vereinsmannschaften (European Club Cup) teil. 2005 in Saint-Vincent erreichte er für sein Ergebnis von 5 aus 6 am fünften Brett eine Bronzemedaille (Werder Bremen wurde Fünfter). Im folgenden Jahr in Fügen hatte er bei der Vereinsmannschafts-EM für Bremen ein Ergebnis von 6,5 aus 7 am fünften Brett (Elo-Leistung 2887) und erhielt dafür eine Goldmedaille (Bremen wurde 13.) Am European Club Cup 2011 nahm er mit Aatos Helsinki teil.